# محمد عمر أزوقة
محمد عمر أزوقة؛ أديب وكاتب روائي أردني، ولد سنة 1942 في مدينة عمّان، أنهى الثانوية العامة في كلية تراسنطة بعمّان سنة 1960، ثم درس الهندسة المعمارية في جامعة الشرق الأوسط التقنية بتركيا سنة 1963، لكنه لم يتمّ دراسته. وهو عضو في رابطة الكتاب الأردنيين. عمل في قطاع الصناعة والتأمين في كل من عمّان وأبو ظبي وبغداد.

## مؤلفاته
ألف عدة روايات أدبية منها: «الثلج الأسود» عام 1988 وهي أول كتبه المنشورة ورواية «دقيقتان فوق تل أبيب» وصدرت عن دار الجليل عام 1990، ورواية «والشتاء يلد الربيع» وصدرت عام 1998، و«حريق الصخور» عام 2012، و«الخطيفة» عام 2015. كما قام بترجمة العديد من الروايات التاريخية الشركسية التي كتبها الروائي الشركسي العالمي الدكتور محيي الدين قندور باللغة الإنجليزية. وله عدة مقالات أدبية في الصحف والمجلات المختلفة، وهو عضو في المجلس العشائري الشركسي الأردني.
أما مؤلفاته الأخرى غير الأدبية فتشمل:
- «المريدية: دراسة الحروب القفقاسية» لـ محي الدين قندور، دراسة (ترجمة من الإنجليزية)، المؤسسة العربية للدراسات والنشر، عمّان، 2007.
- «التاريخ الشركسي» لـ قادر ناتخو، دراسة (ترجمة من الإنجليزية) دار ورد الأردنية، عمّان، 2009.
- «القضية الشركسية»، يشكل الدراسة السياسية الأولى في هذا المضمار، دار ورد الأردنية، عمّان، 2010.
- «بدون إطلاق رصاصة واحدة»، دراسة سياسية، دار ورد الأردنية، عمّان، 2014